# Droga krajowa 7
Die Droga krajowa 7 (kurz DK7, pol. für ,Nationalstraße 7‘ bzw. ,Landesstraße 7‘) ist eine Landesstraße und nach der Landesstraße 8 die zweitlängste Straße dieser Art in Polen. Sie führt derzeit von Żukowo bis zur slowakischen Grenze bei Chyżne und dient als Verbindung der Seehäfen der Dreistadt mit Warschau, Krakau und der Slowakei. Sie stellt eine Nord-Süd-Achse im polnischen Straßenverkehr dar.
Inzwischen wurde sie auf einigen Abschnitten durch die Schnellstraße S7 ersetzt. Nach der Fertigstellung der Schnellstraße S7 wird die Landesstraße zwischen Danzig und Rabka-Zdrój aus dem Straßennetz verschwinden. Zwischen dem Knoten Żuławy-Zachód und Elbląg ist die Landesstraße Teil der Europastraße 28, zwischen Danzig und dem Ende an der slowakischen Grenze Teil der Europastraße 77.

## Geschichte
Die Landesstraße 7 wurde 1986 eingerichtet und verbindet Strecken mit einer völlig unterschiedlichen Entstehungsgeschichte. Der Streckenabschnitt nördlich von Warschau wurde bis 1985 als Droga państwowa 1 bezeichnet, der Streckenabschnitt südlich von Warschau hingegen als Droga państwowa 13.

### Danzig – Warschau
Die DK 7 ist zwischen Danzig und Olsztynek ein Teilstück der Trasse der ehemaligen deutschen Reichsstraße 130, die dann weiter bis nach Olsztyn reichte. Zwischen den Städten Płońsk und Nowy Dwór Mazowiecki verläuft die Landesstraße auf der Strecke der ehemaligen deutschen Reichsstraße 128, die von Cranz in Ostpreußen bis nach Nowy Dwór Mazowiecki führte.

### Warschau – Krakau
Diese Teilstrecke lag überwiegend in Kongresspolen, das zum russischen Zarenreich gehörte. 1827 war lediglich der kurze Abschnitt zwischen Warschau und Sękocin bereits als Chaussee ausgebaut. 1829–1831 ließ die Polnische Bank die gesamte Strecke zwischen Warschau und Krakau zur Chaussee ausbauen. Der kurze Streckenabschnitt von Krakau bis zur damaligen österreichisch-russischen Grenze wurde als Warschauer Reichsstraße bezeichnet.

### Krakau – Chyżne
Diese Strecke gehörte bis 1918 vollständig zum österreichischen Kronland Galizien. Der erste Streckenabschnitt zwischen Krakau und Głogoczów wurde als Krakauer Reichsstraße, der zweite Streckenabschnitt zwischen Głogoczów und Chyżne wurde als Myślenicer Reichsstraße bezeichnet. Der südlichste Streckenabschnitt zwischen Myślenice und der damals österreichisch-ungarischen, heute polnisch-slowakischen Staatsgrenze wurde 1878 fertiggestellt und am 1. Januar 1879 für den mautpflichtigen Verkehr freigegeben.